# Châteauneuf-les-Martigues
Châteauneuf-les-Martigues é uma comuna francesa na região administrativa da Provença-Alpes-Costa Azul, no departamento de Bouches-du-Rhône. Estende-se por uma área de 31,65 km². Em 2010 a comuna tinha 17 484 habitantes (densidade: 552,4 hab./km²).